# 铋酸钠
铋酸钠是一种無機化合物，它是一種強氧化剂，化學式為NaBiO3。有一定的吸湿性，但不溶于冷水，反應後試劑很容易去除，因此使用方便。它是少數不溶於水的鈉鹽之一。

## 結構
鉍酸鈉採用鈦鐵礦結構，由八面體鉍(V)中心和鈉陽離子組成。平均Bi-O距離為2.116 Å。鈦鐵礦結構與剛玉結構（Al2O3）相關，具有由緊密堆積的氧原子形成的層狀結構，兩種不同的陽離子在八面體位置交替。

## 製備
鉍僅在沒有鹼存在的情況下難以氧化成+5氧化態。通過在沸騰的氫氧化鈉溶液中製備三氧化二鉍的懸浮液，然後通過加入溴氧化生成鉍酸鈉：
Bi2O3 + 6NaOH + 2Br2 = 2 NaBiO3 + 4NaBr + 3H2O
另一种製備方法是用空气（作为氧氣的来源）氧化氧化钠和三氧化二铋的混合物：
Na2O + Bi2O3 + O2 = 2 NaBiO3

## 反應
潮濕和高溫的儲存條件對鉍酸鈉不利，因為它會氧化水，分解成氫氧化鈉和三氧化二鉍：
2 NaBiO3 + H2O = 2 NaOH + Bi2O3 + O2
它在酸中分解得更快。在鹽酸中，鉍酸鈉也會反應生成氯氣。
铋酸钠可用於定性和定量檢測錳。作為一種強氧化劑，它幾乎可以將锰离子氧化成過錳酸鹽，很容易通過分光光度法進行測定。
2 Mn2+ + 5 NaBiO3 + 14 H+ → 2 MnO4− + 5 Bi3+ + 5 Na+ + 7 H2O

## 安全性
鉍酸鈉是一種溫和的機械刺激物。攝入後具有中度毒性，症狀類似於鉛中毒：腹痛和嘔吐。大劑量會導致腹瀉和死亡。鉍酸鈉持續吸收到體內會導致永久性腎損傷。這些影響是由於鉍的毒性。鉍酸鈉的口服絕對致死劑量（LD100）對大鼠為720mg/kg，對兔為510mg/kg。